# Clonage positionnel
Le clonage positionnel est la recherche de la position dans le génome d'une séquence nucléotidique (gène, séquence régulatrice, etc.) responsable d'un trait observable.

## Démarche
Une stratégie de clonage positionnel comporte plusieurs parties, tout d'abord une localisation primaire, correspondant à une analyse de liaison génétique en deux phases. Une première phase permettant d'identifier une grande zone génomique d'intérêt (utilisation de quelques marqueurs génétiques), puis une seconde phase de cartographie fine de la région d’intérêt. Ceci s'effectue en ajoutant de nouveaux marqueurs spécifiques de la région identifiée, ce qui permet de réduire progressivement la zone contenant le gène. La seconde partie consiste en la détermination de la séquence nucléotidique de la région candidate, permettant ainsi d'identifier les séquences codantes contenues dans cette région. La dernière partie correspond à l'identification du gène responsable du trait étudié.

## Utilisation
Une approche de clonage positionnel pure est une stratégie lourde à mettre en place ; elle est donc souvent associée à d'autres approches, telle que la cartographie comparée  (entre espèces dont le génome est séquencé et espèces pour lesquelles aucune séquence n'est disponible) ou la recherche de gènes candidats.